# Philoxenos (tướng)
Những người khác có cùng tên, xem Philoxenos (định hướng)
Philoxenos (trong tiếng Hy Lạp Φιλόξενος) là một vị tướng người Macedonia. Ông được bổ nhiệm làm người quản lý việc thu thập cống nạp ở các tỉnh nằm phía bắc của dãy núi Taurus sau khi Alexandros Đại đế quay về từ Ai Cập vào năm 331 TCN. Tuy nhiên, ông đã không đảm nhiệm vai trò này ngay lập tức bởi vì Alexandros đã phái ông đem quân từ chiến trường Gaugamela tới chiếm Susa cùng kho báu được chứa tại nơi đây, ông đã không gặp phải sự kháng cự nào khi làm điều này. Sau sự kiện trên, ông dường như vẫn âm thầm đảm nhiệm vai trò của mình ở Tiểu Á, cho tới đầu năm 323 TCN khi ông đưa quân từ Caria tới Babylon và đã tới nơi ngay trước khi Alexandros băng hà. Trong cuộc phân chia các tỉnh sau khi Alexandros qua đời, Philoxenos không được đề cập tới nhưng vào năm 321 TCN, Perdiccas đã bổ nhiệm ông làm tổng trấn của Cilicia thay thế cho Philotas. Chúng ta không rõ là bằng cách nào mà sau đó ông đã lấy lòng được Antipatros bởi vì trong cuộc phân chia diễn ra tại Triparadisos sau khi Perdiccas bị ám sát vào cùng năm, ông vẫn được phép giữ lại chức tổng trấn của Cilicia. Sau sự kiện này, không còn thông tin gì khác về ông.